# Лютін (фрегат)
«Люті́н», також іноді «Люті́на», «Луті́н» (англ. і фр. Lutine) — фрегат, який належав спочатку французьким, потім британським ВМС. Спущений на воду у Франції у 1779 році. 1793 року перейшов під владу Британської корони. Затонув під час шторму 1799 року поблизу Західно-Фризьких островів. Судновий дзвін («ринда»), знятий з затонулого корабля, знаходиться у штаб-квартирі Лондонського Ллойда.

## Назва корабля
Цікаво, що на дзвоні «Лютіна», що висить у штаб-квартирі Ллойда, написано зовсім не «Lutine», а «St. Jean» («Св. Іоанн»). Найімовірніше за все, під час будування кораблю змінили назву, а дзвін вже відлили зі старою. Слово lutine значить буквально «пустунка», «пострибунка», «джиґунка». Поряд з тим, «лютенами» (lutins, жін. lutines) у Франції зовуть міфологічні істоти, схожі з гномами або маленькими домовиками. Отже, назва «Лютін» (або «Лютіна») може буквально значити «маленька домовичка», «гномиха».

## У складі французького флоту
«Лютін» будувався як 32-гарматний фрегат класу «Мажисьєнн» (Magicienne), був спущений на воду у Тулоні в 1779 році. Під час Французької революції корабель належав прибічникам короля, які знаходилися в обложеному Тулоні. 27 вересня 1793 року міська влада здала Тулон, причали, арсенал і французький середземноморський флот британським морякам під проводом віце-адмірала лорда Худа. Це робилося з метою попередити їхнє захоплення республіканцями. Одним з цих шістнадцяти кораблів і був «Лютін».

## Зміна прапора
Під час облоги Тулона британці перетворили «Лютін» на бомбометне судно для обстрілу з мортир французьких артилерійських батарей під командуванням Наполеона Бонапарта, який облягав місто. Залишаючи Тулон 19 грудня 1793 року, британці забрали фрегат з собою, який увійшов до ладу британського флоту як «Його Величності Корабель Лютін» (HMS Lutine). 1795 року він був перебудований і став 38-гарматним фрегатом 5-го класу.

## Служба і загибель

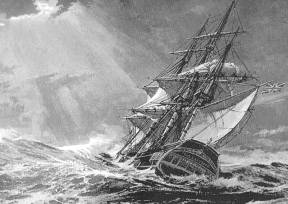
Загибель «Лютіна»

Втрата Францією «Лютіна» сталася під час Другої Коаліції у французьких революційних війнах, коли англо-російські війська висадилися у Батавській Республіці (сучасні Нідерланди), окупованій Францією з 1795 року. (французи захопили голландський флот попереднього року кавалерійським вторгненням через замерзлі польдери). Адмірал Дункан завдав тяжкої поразки голландському флоту у 1797 році у битві при Кампердауні, залишки були захоплені 30 серпня 1799 року герцогом Йоркським. У ті часи «Лютін» ніс службу як конвойне судно, охороняючи транспорти біля берегів та у відкритому морі у водах Північної Голландії. У жовтні 1799 року йому було доручено перевезти 1 мільйон 200 тисяч фунтів стерлінгів у зливках і монетах (що дорівнює сучасним 103 мільйонам фунтів), з Ярмута у Куксгафен. Це робилося з метою забезпечити гамбурзькі банки коштами для запобігання обвалу фондового ринку, а можливо, для видавання жалування військам у Північній Голландії. Увечері 9 жовтня 1799 року, під час сильного шторму, який прийшов з західної півночі, «Лютін» почав дрейфувати у підвітряний бік. Потім корабель був підхоплений припливною течією, яке йде до Вадденського моря і викинутий на піщаний берег у Вліланді біля острова Терсхеллінг (Західно-Фризькі острови). Всі хто знаходився на його борту, окрім одного врятованого, загинули у бурхливих хвилях.

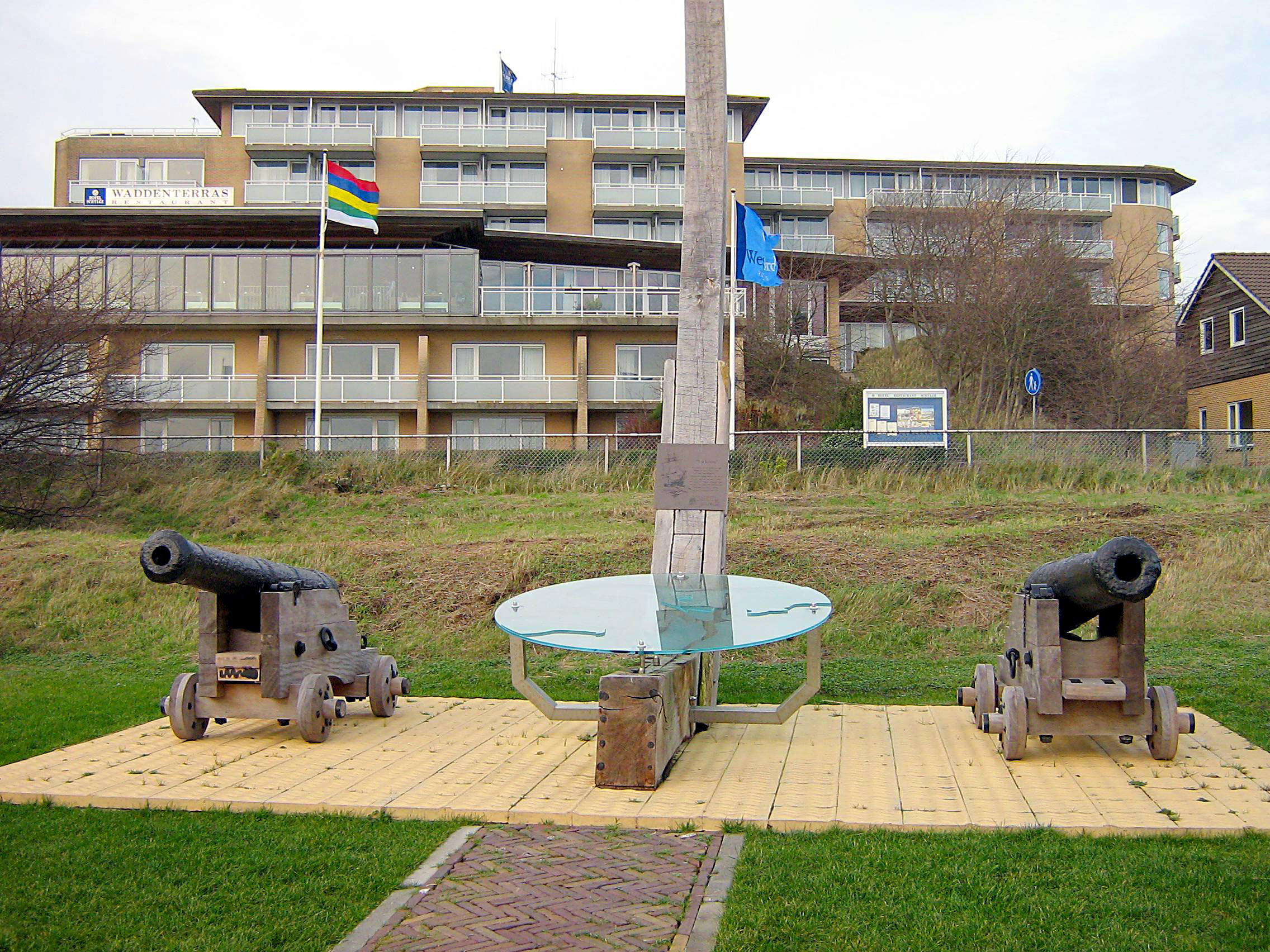
Пам'ятник морякам «Лютіна» на острові Терсхеллінг

Капітан Портлок, командувач британською ескадрою, 10 жовтня повідомив про кораблетрощу Адміралтейство:
|  | Сер, з глибокою скорботою я маю повідомити Вас про печальну долю Його Величності Корабля «Лютін», який наскочив на зовнішній берег проходу острова Флай вночі 9 числа, під час суворого шторму з норд-норд-вест. Я дуже побоююсь, що весь екіпаж, за винятком одної людини, яка була врятована під час кораблетрощі, загинув. Врятований матрос, коли його дістали з води, був цілком виснажений. Наразі він майже опам'ятований і повідомляє, що «Лютін» залишив Ярмут-Роудз вранці 9 числа, прямуючи на Тесел, і що він мав на борту значну кількість золота. Сильний норд-норд-вест і надійшла підвітрена течія зробили неможливим вихід «схаутів» [можливо, «шкутів» — місцевих рибальських суден] на допомогу до світання, і у той час не було видно нічого, окрім уламків кораблетрощі. Я докладу всіх зусиль, щоб врятувати те, що можливо від загибелі, але зважаючи на місце, де опинився корабель, я боюся, що мало чого вдасться врятувати. Оригінальний текст (англ.) [Sir, It is with extreme pain that I have to state to you the melancholy fate of H.M.S. Lutine, which ship ran on to the outer bank of the Fly [an anglicisation of 'Vlie'] Island passage on the night of the 9th inst. in a heavy gale of wind from the NNW, and I am much afraid the crew with the exception of one man, who was saved on a part of the wreck, have perished. This man, when taken up, was almost exhausted. He is at present tolerably recovered, and relates that the Lutine left Yarmouth Roads on the morning of the 9th inst. bound for the Texel, and that she had on board a considerable quantity of money. The wind blowing strong from the NNW, and the lee tide coming on, rendered it impossible with Schowts [probably schuits, local fishing vessels] or other boats to go out to aid her until daylight in the morning, and at that time nothing was to be seen but parts of the wreck. I shall use every endeavour to save what I can from the wreck, but from the situation she is lying in, I am afraid little will be recovered.] Помилка: [undefined] Помилка: {{Lang}}: немає тексту (допомога): текст вже має курсивний шрифт (допомога) |

Троє офіцерів, у тому числі командир «Лютіна» капітан Ланселот Скіннер, були здогадно поховані на цвинтарі Вліланда, а близько двохсот інших членів екіпажу у загальному гробі поблизу маяка Брандарис у Терсхеллінзі. Надгробки на похованнях відсутні. У 2005 році на острові Терсхеллінг був відкритий пам'ятник жертвам катастрофи.
Втрата золота прискорила наступлення фінансової кризи, якій вантаж «Лютіна» мав запобігти.

## Дзвін «Лютіна»
Судновий дзвін «Лютіна» був знятий з корабля у 1859 році, під час одної з експедицій з пошуків золота. Дзвін, вагою 48 кг (106 фунтів), 45 см (18 дюймів) у діаметрі, розмістили у Ллойдівській Підписувальній кімнаті на Королівській Біржі. У 1896 році він був підвішений у центральній залі. Тоді ж у Ллойда з'явилась традиція — биття дзвона «Лютіна». Дзвін чотири рази міняв своє місце: Королівська Біржа (1890—1928), Ліденхолл-стріт (1928—1958), Лайм-стріт (1958—1986), і нарешті, сучасна будівля Ллойда на Лайм-стріт, де знаходиться досі. Знаменитий дзвін підвішений на дзвіниці, яка має вигляд дерев'яної ротонди на шістьох коринфських колонах. Колись ці ротонди-дзвіниці слугували також кафедрами, з яких оголошувалися звістки про судна, занесені у список запізнілих. На острішку дзвона напис «St. Jean» («Св. Іоанн») — так гадали назвати корабель на початку будування.

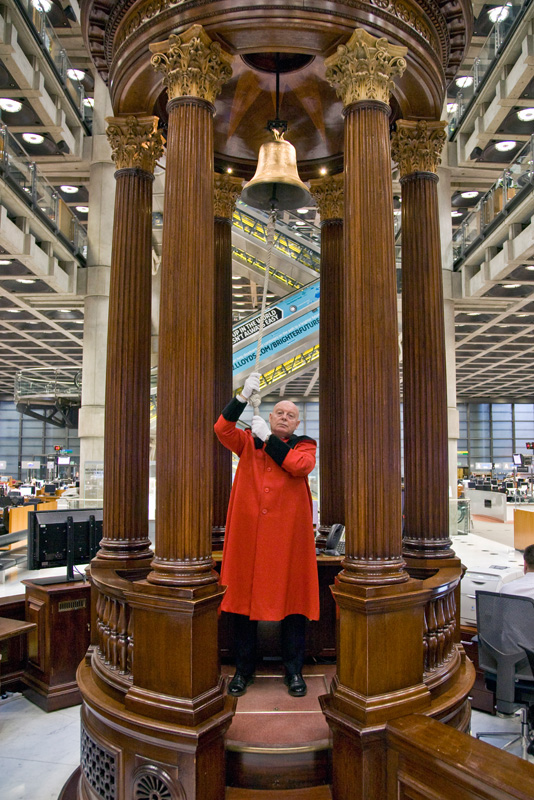
Дзвонить дзвін «Лютіна»…

Якщо судно не приходить вчасно у порт, «підписувальники» («underwriters») просять брокера-експерта перестрахувати відповідальність, ґрунтуючись на ймовірності загибелі корабля. Судно вноситься у список «Запізнілі судна». Колись у Ллойді існувала така традиція. При отриманні вірогідної інформації про застраховане судно, удари дзвона негайно повідомляли про вісті всіх, хто мав частку у страховій сумі. У разі отримання незаперечних свідчень про його зникнення лунав один удар дзвона і глашатай оголошував судно зниклим безвісти. У разі щасливих вістей лунали два удари, при цьому глашатай урочисто оголошував новину.
Поступово від цієї традиції відмовилися: відомості про кораблетрощі застрахованих у Ллойда суден надходили десятками, і якщо відзначати загибель кожного з них, биття дзвона мало тривати безперервно. До того ж, практична потреба у цьому давно відпала: учасники страхових внесків дізнаються про аварії з сучасних засобів передавання інформації. Зараз дзвін більше не відзначає ударами вісті про більшість застрахованих суден. Він дзвонить один раз тільки у разі надзвичайних подій — великих катастроф з масовими жертвами. Так само двома ударами дзвона Ллойд відзначає інші важливі події, наприклад, відвідування його королевою або першим лордом Адміралтейства (морським міністром).

## Цікаві факти
- Назва «Лютін» було вельми популярним ім'ям кораблів Франції у XVIII столітті. Так, з 1793 до 1806 років її носили чотири військових кораблі. Всі вони потрапили в руки англійців.
- Дзвін у залі Ллойда ніколи не дзвонить і не дзвонив три рази. У деяких джерелах[3] можна прочитати, що трьома ударами відзначається загибель судна, але це не відповідає дійсності.

## Джерело
- Лев Скрягин. Тайны морских катастроф [Архівовано 17 лютого 2015 у Wayback Machine.] (рос.)
- The Lutine Bell. — Lloyd's — The world's specialist insurance market (англ.)